# Óbuda

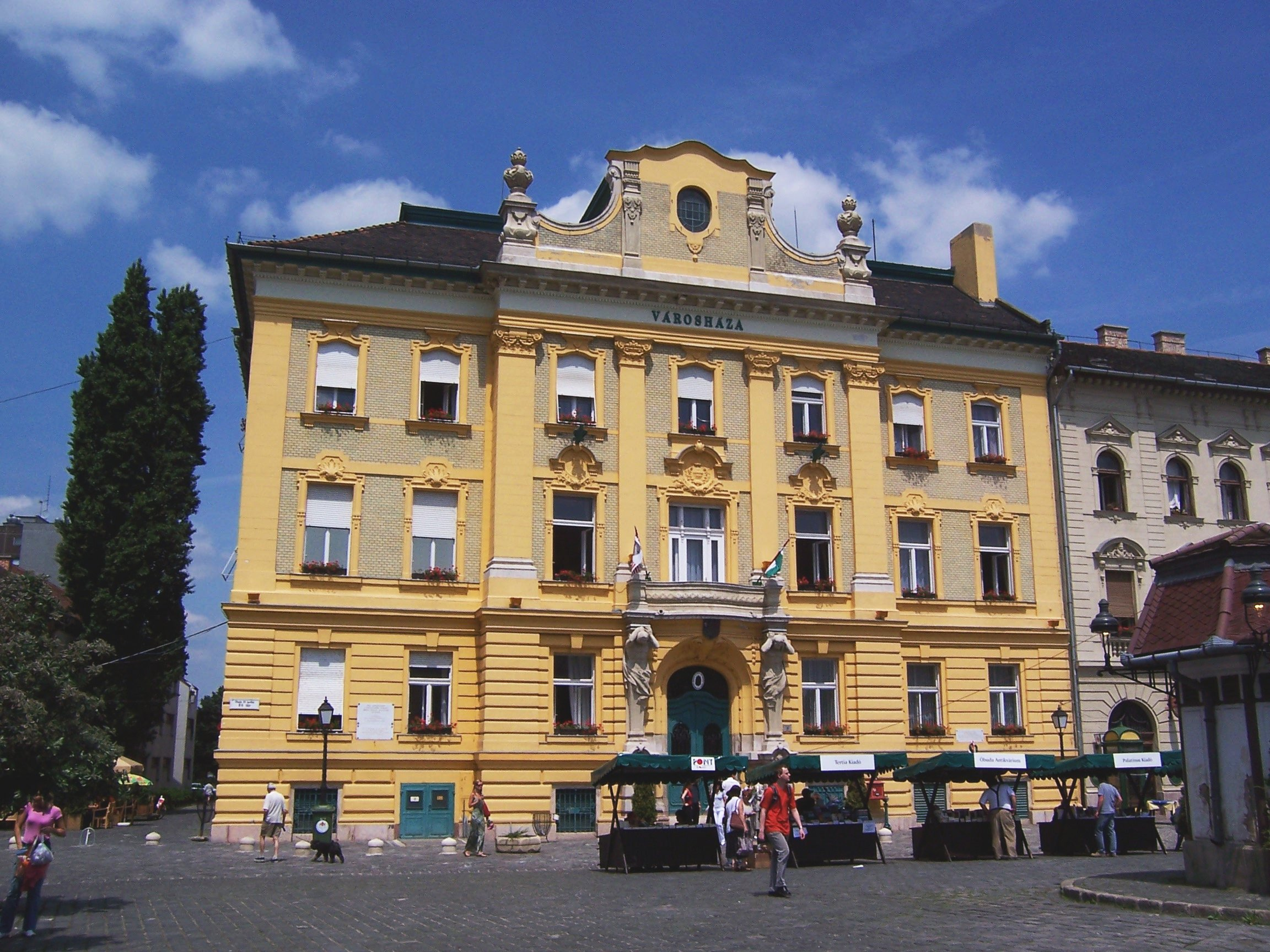
Obuda stadshus i Budapest.

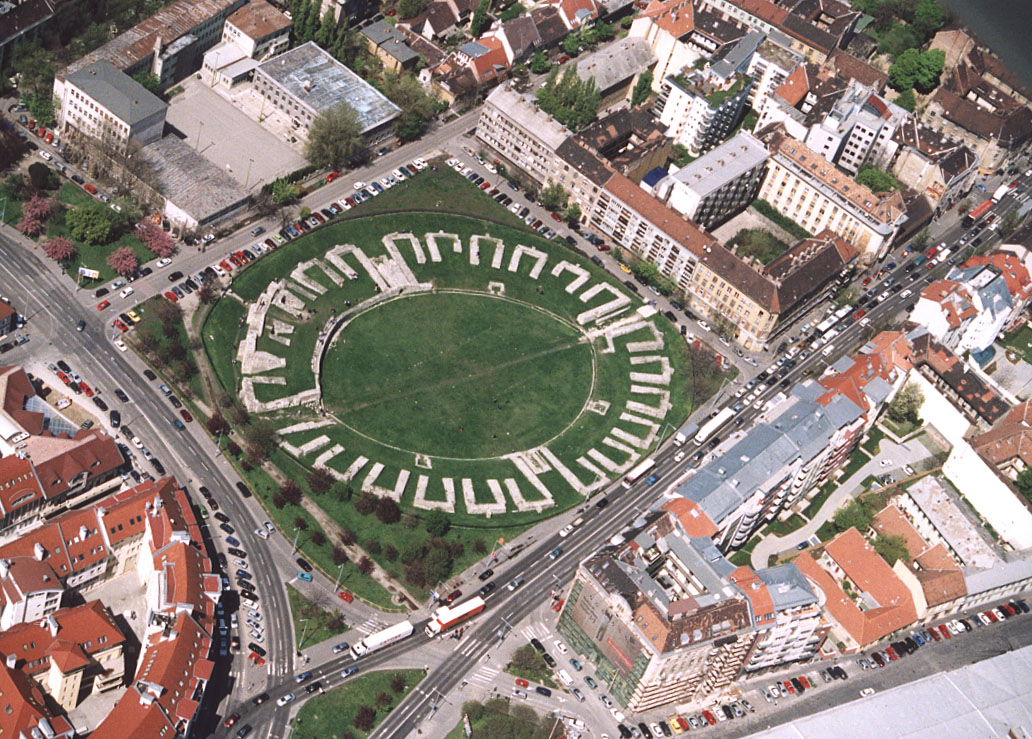
Romersk amfiteater.

Óbuda var en gång i tiden en stad i Ungern. Den enades med Buda och Pest 1873 och utgör nu del av Distrikt III-Óbuda-Békásmegyer i Budapest. Namnet betyder Gamla Buda på ungerska (på tyska, Alt-Ofen). På kroatiska och serbiska heter staden Stari Budim, men det lokala namnet är Obuda (namnet "Budim" använder de om fästningen i Buda).
På Óbudaön utanför stadsdelen halls Szigetfestivalen, en stor musik- och kulturfestival.
Óbud's centrum är Fő tér (Huvudtorget), där det finns en skulptur med människor som väntar på att regnet skall upphöra. Den nås via HÉV (Árpád híd-stationen).

## Historia
Bosättningar daterade tillbaka till Stenåldern har hittats i Óbuda. Romarna byggde Aquincum, huvudstaden i Pannoniaprovinsen, här. Ungrarna anländer efter år 900, och platsen blev viktig för flera klanledare, och senare kungar. Béla IV av Ungern byggde en ny huvudstad efter Mongolernas invasion av Buda 1241-1242, strax söder om Óbuda. Den 1 januari 1873 förneades staden med Buda och Pest. Därmed bildades Budapest.
Judiska elementärskolan i Óbuda drabbades av Förintelsen. Den 13 juni 2012 restes ett minnesplakat av tidigare lärare vid skolan.
Citat:  Jag skall ge dem ett evigt namn, som inte skall utplånas. (Jesaja 56:5) (Budapest, district III, Óbuda Street Nr 6).

## Personer
- Károly Bebo (1712 - 1779) - skulptör
- József Manes Österreicher (1759-1831) - läkare

## Bildgalleri

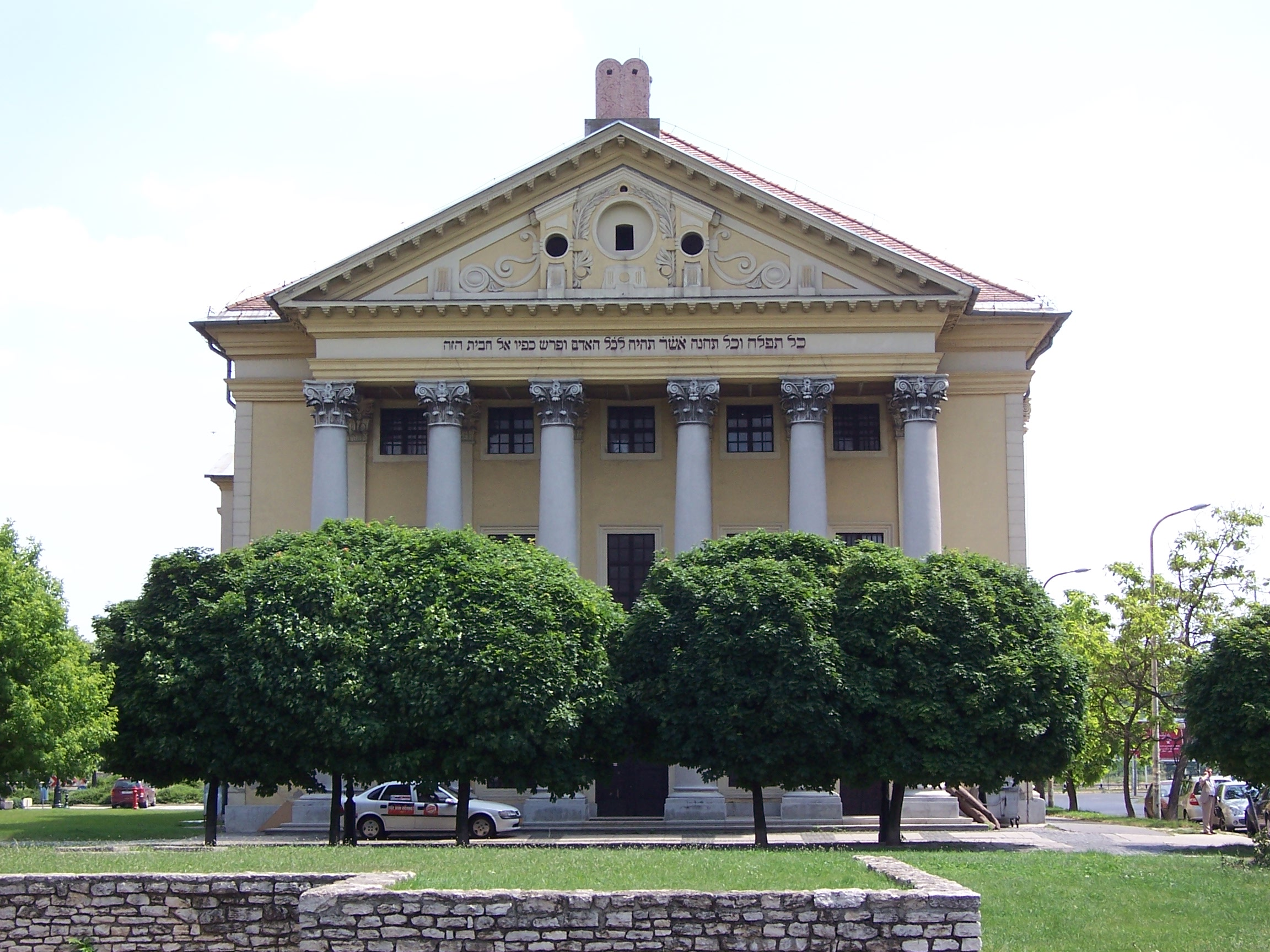
Óbuda synagoga
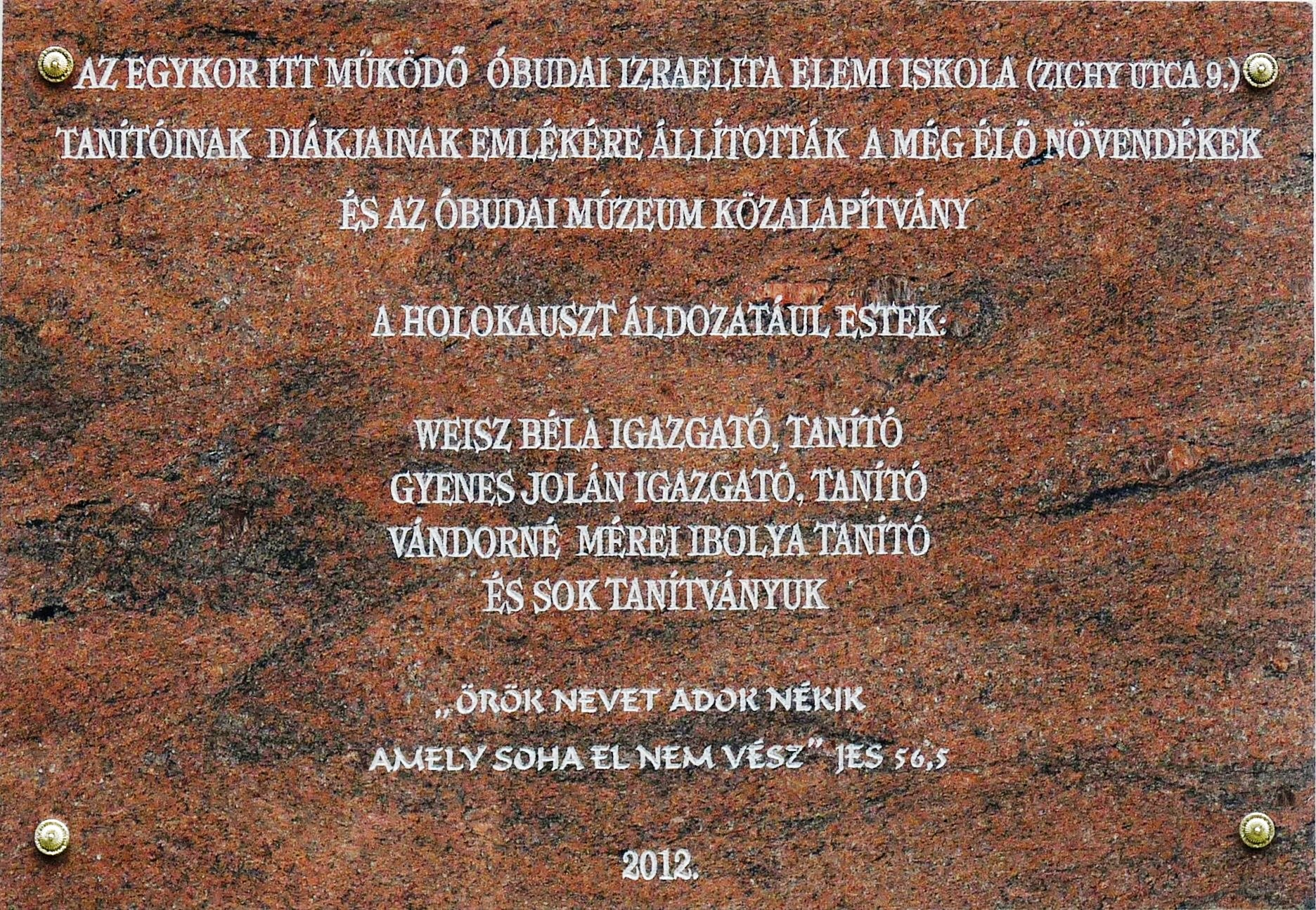
Minnesplakat
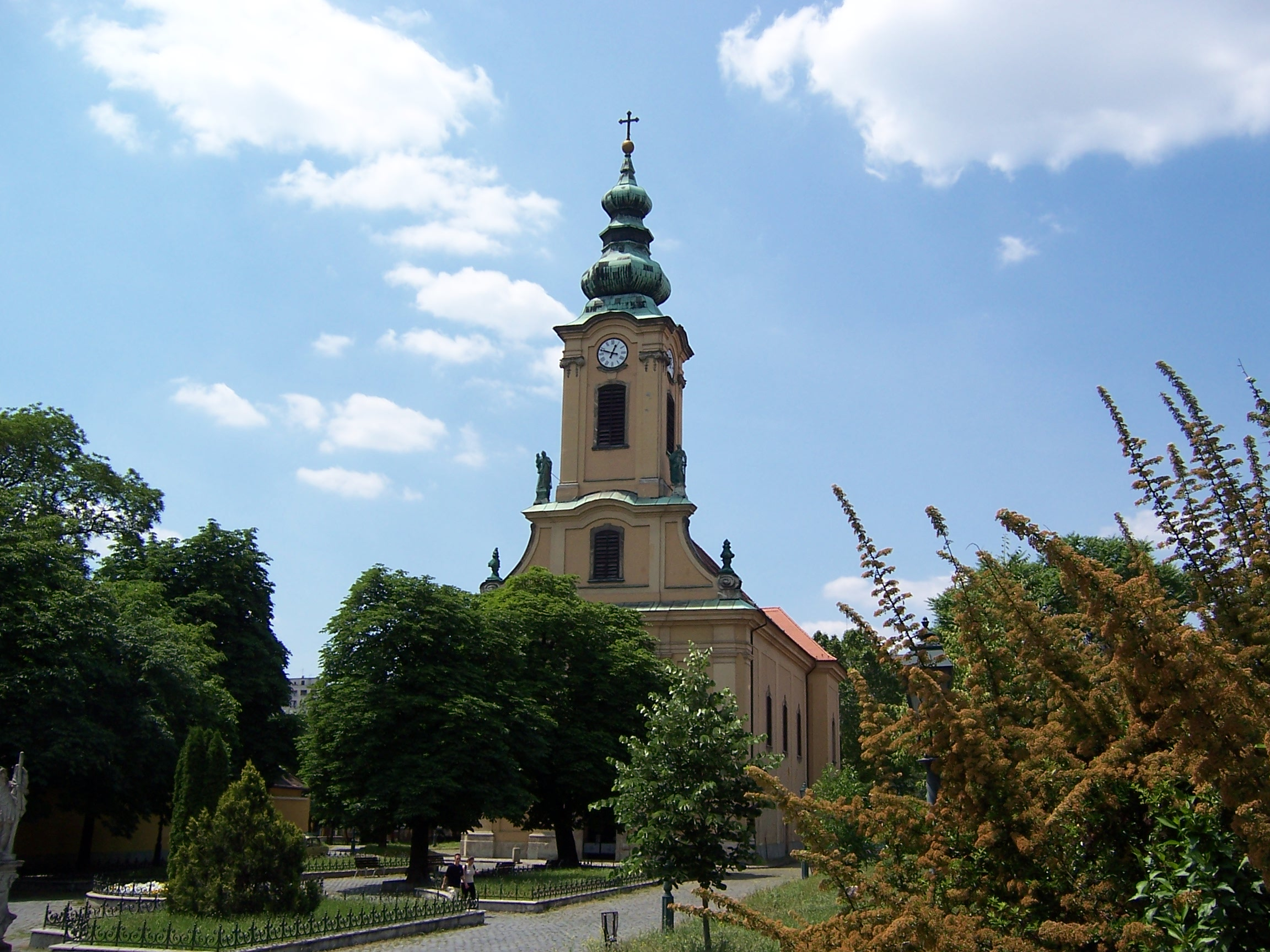
Sankt Peter- och Pauluskyrkan